# Alegret
Alegret (fl. 1145) était un troubadour gascon, contemporain de Marcabru et l'un des plus anciens poètes satiristes connus en langue d'oc. Surtout connu comme interprète des chansons de Bernard de Ventadour, il est lui-même l'auteur de compositions originales, dont seuls une tençon et un sirventes (Ara pareisson l'aubre sec) sont aujourd'hui connus,.